# Nash-Kelvinator Corporation
La Nash-Kelvinator Corporation è stata un'azienda statunitense che nacque nel 1937 in seguito alla fusione della casa automobilistica Nash Motors con la Kelvinator, che invece produceva elettrodomestici.
La Nash-Kelvinator si fuse a sua volta, nel 1954, con la  casa automobilistica Hudson Motor Car Company a formare la American Motors Corporation. In questa nuova società, la Kelvinator rimase attiva come divisione aziendale.

## Storia
L'unione della Nash e della Kelvinator fu fortemente voluta da George W. Mason, che la mise come condizione necessaria per la sua nomina a amministratore delegato della Nash Motors.
Durante la seconda guerra mondiale, come la restante parte dell'industria statunitense, la Nask-Kelvinator convertì i propri impianti alle forniture belliche sospendendo temporaneamente la produzione civile. In particolare, la Nash-Kelvinator durante il conflitto realizzò elicotteri da combattimento.
Nel 1952 la Nash-Kelvinator introdusse il Kelvinator Food-A-Rama Side by Side Refrigerator, uno dei primi frigoriferi moderni con doppio sportello superiore. I prodotti Kelvinator, anche prima della fusione con la Nash Motors, erano considerati di fascia elevata.
Nel 1954 la Nash-Kelvinator acquisì la Hudson Motor Car Company. In seguito a questa acquisizione, il nome della Nash-Kelvinator cambiò in American Motors Corporation. La Kelvinator, all'interno della nuova compagnia, diventò una divisione aziendale.
Il marchio Kelvinator fu poi acquisto dalla White Consolidated Industries, per poi passare alla Electrolux.